# Taenioides eruptionis
Taenioides eruptionis és una espècie de peix de la família dels gòbids i de l'ordre dels perciformes.

## Morfologia
- Nombre de vèrtebres: 29.[4]

## Hàbitat
És un peix de clima tropical i bentopelàgic.

## Distribució geogràfica
Es troba al Pacífic occidental: Indonèsia i el Vietnam.

## Observacions
És inofensiu per als humans.